# Claudia Hürtgen
Claudia Hürtgen (Aquisgrana, 10 settembre 1971) è una pilota automobilistica tedesca vincitrice della ADAC Procar Series 2003-2004, che ha partecipato a 4 edizioni della 24 ore di Le Mans (1997, 1998, 1999, 2001) e dal 2021 gareggia nel campionato Extreme E.

## Biografia
Hürtgen ha iniziato la sua carriera automobilistica nel karting, per poi in seguito trasferirsi nella Formula 3 tedesca. Nel 1993, durante la gara di F3 al Gran Premio di Monaco, ha subìto un infortunio alla mano in seguito ad un ribaltamento; ciò ha posto fine alla sua carriera nelle vetture monoposto.
Ha ripreso a correre con le auto da turismo nel 1995, vincendo il campionato turismo austriaco. In seguito tra la fine degli anni 90 ed inizio anni 2000 ha preso parte alla American Le Mans Series e alle 24 ore di Daytona e 24 ore di Le Mans; in quest'ultima ha ottenuto nel 1998 un terzo posto nella classe GT2.
Nel 2000 ha vinto il Gran Premio Storico di Monaco su una Maserati.
Tra il 2003 e il 2004 ha vinto il campionato Deutsche Tourenwagen Challenge (DTC), che è stata poi ribattezzata DMSB -Produktionswagen-Meisterschaft (DPM).
Nel 2005 si unita al Team Schubert, per competere nelle gare endurance VLN sul Nürburgring Nordschleife. Hürtgen ha vinto il campionato VLN nel 2005, diventando così la prima campionessa donna dopo Sabine Schmitz che nel 1998 aveva vinto il titolo.
Nel 2021 Hürtgen ha preso parte al campionato Extreme E con il team ABT CUPRA XE insieme a Mattias Ekström.